# Austin 10
Austin 10 war der Name verschiedener Wagen der unteren Mittelklasse, die die Austin Motor Company herstellte.

## Austin 10 hp (1911–1912)
Der erste Austin 10 (hp) kam 1911 als Mittelklasse-Tourenwagen heraus. Er besaß einen vorne eingebauten, seitengesteuerten Vierzylinder-Reihenmotor mit 1.145 cm³ Hubraum. Die Räder waren an Dreiviertelelliptik-Blattfedern aufgehängt. Nach Einstellung des ersten Austin 7 war der 10 hp das kleinste Modell der Austin-Palette.

## Austin 10 hp (1913–1915)
1913 erschien der Austin 10 (hp) mit um 3″ (76 mm) vergrößertem Radstand und einem Motor mit auf 76 mm aufgebohrten Zylindern. Dies ergab bei gleichbleibendem Hub einen Hubraum von 1.615 cm³. Daneben gab es einen Tourenwagen mit nochmals um 1 Fuß (304 mm) längerem Radstand. 1916 ersetzte das Modell 12/14 hp den 10 hp.

## Austin 10/4 und Austin 10 (1932–1938)
Der Austin 10/4 war Austins Bestseller in den 1930er-Jahren und wurde bis 1938 hergestellt. In der Größe lag er zwischen dem Austin 7 und dem Austin 12, der 1932 in neuer Form herausgebracht wurde.
Die Konstruktion des Fahrzeuges ist konservativ; es hat eine Preßstahlkarosserie, die auf einem X-Träger-Fahrgestell aufgebaut wurde. Das Fahrgestell ist zwischen den Achsen 70 mm abgesenkt. Dadurch ermöglicht es eine geringe Gesamthöhe des Fahrzeuges. Der seitengesteuerte 4-Zylinder-Reihenmotor mit 1.125 cm³ und einer Leistung von 21 bhp (15,5 kW) treibt über ein 4-Gang-Getriebe und eine offene Kardanwelle die Hinterräder an. Alle 4 Räder sind an Halbelliptikfedern aufgehängt und die Bremsen werden über Zugseile betätigt. Die Elektroanlage war mit 6 V ausgelegt. Nur im ersten Jahr wurde die 4-türige Limousine in zwei Versionen hergestellt: Das Grundmodell kostete GBP 155 und erreichte 88 km/h bei einem Verbrauch von ca. 8,25 ltr./ 100 km. Das „Sunshine“- oder „De Luxe“-Modell mit Rolldach und Lederausstattung kostete GBP 168.
1933 wurde das Angebot mit einem offenen Zweisitzer („Open Road“), einem Cabriolet („Colwyn“) und einem Kombi ergänzt. Ein Sportmodell, der „Ripley“ mit einer Leistung von 30 bhp (22 kW) und einer Höchstgeschwindigkeit von 104 km/h erweiterte 1934 die Auswahl. Die technischen Verbesserungen dieses Jahres umfassten ein stärkeres Fahrgestell, ein synchronisiertes Getriebe und eine 12-V-Elektroanlage.
Die erste Styling-Änderung erfolgte Ende 1934: Der vernickelte Kühlergrill wurde durch einen in Wagenfarbe ersetzt, der zudem leicht nach hinten geneigt war. Die Synchronisierung wurde auch für den 2. Gang eingeführt und die Wagen standardmäßig mit Winkern ausgestattet. Die Limousine erhielt den Beinamen „Lichfield“ und bekam einen angebauten Kofferraum, der auch das Reserverad aufnimmt.

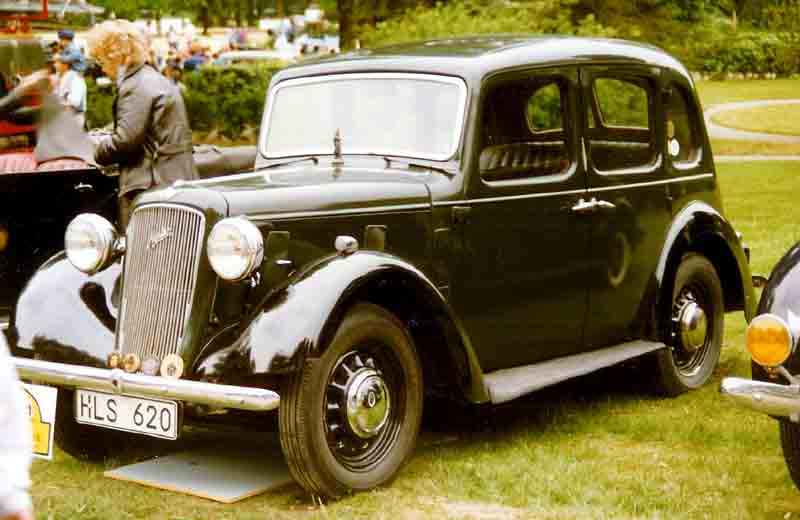
Austin 10 Cambridge (1938)

Eine neue Karosserieform gab es 1936 mit dem 6-Fenster-Modell „Sherbourne“ (3 Fenster auf jeder Seite, eines hinter der Fondtüre), aber die große Änderung kam 1937 mit der fast stromlinienförmigen Limousine „Cambridge“ und dem Cabriolet „Conway“. Andere Änderungen umfassten die Girling-Stangenbremsen, 16-Stahlräder anstatt der 19-Speichenräder und mehr Platz für die Insassen durch Nachvornerücken des Motors um 100 mm. Die Höchstgeschwindigkeit stieg auf 96 km/h. Diese Änderungen gab es bei den offenen Wagen (ohne „Ripley“) erst ab 1938. In diesem Jahr bekamen alle Fahrzeuge einen Zylinderkopf aus Aluminium.
Zahlreiche Chassis wurden wie auch bei den früheren Auflagen mit Karosserien unabhängiger Hersteller ausgestattet; viele davon fertigte Gordon & Co. in Birmingham.

## Austin 10 / Austin 10 Van/Pick-up (1939–1947)
Ein ganz neuer Austin 10 kam 1939 heraus. Die Karosserie umfasste nun auch den Boden, sodass eine halb-selbsttragende Struktur entstand. Das Auto war von dem Argentinier Ricardo „Dick“ Burzi entworfen worden, der 1929 von Lancia zu Austin kam. Die Motorhaube war hinten anstatt in der Mitte angeschlagen, der Kühlergrill fiel runder aus und es gab kein Cabriolet mehr. Trotz des Ausbruchs des Zweiten Weltkrieges wurde die Produktion des Austin 10 in großer Stückzahl fortgesetzt. Es gab keinen Tourer mehr, aber einen Pick-up und einen Kastenwagen(Van). Insgesamt wurden 53.000 Limousinen, Pick-ups, Kastenwagen und Kombis hergestellt. Die letzteren hießen inoffiziell „Tillies“.
Nach dem Friedensschluss 1945 wurde die Kriegsproduktion sofort auf zivile Autos umgestellt, die aber durch die Nachkriegs-Finanzkrise fast alle exportiert wurden. Der erste Austin kam in den USA im Juli 1945 an. Auch der Kombi erschien mit einem leicht auf 1.237 cm³ vergrößerten Motor wieder.
Der Austin 10 blieb bis Oktober 1947 in Produktion und wurde durch Austin A40 Dorset und Austin A40 sowie Austin K8 (Van, Pick-up) ersetzt.

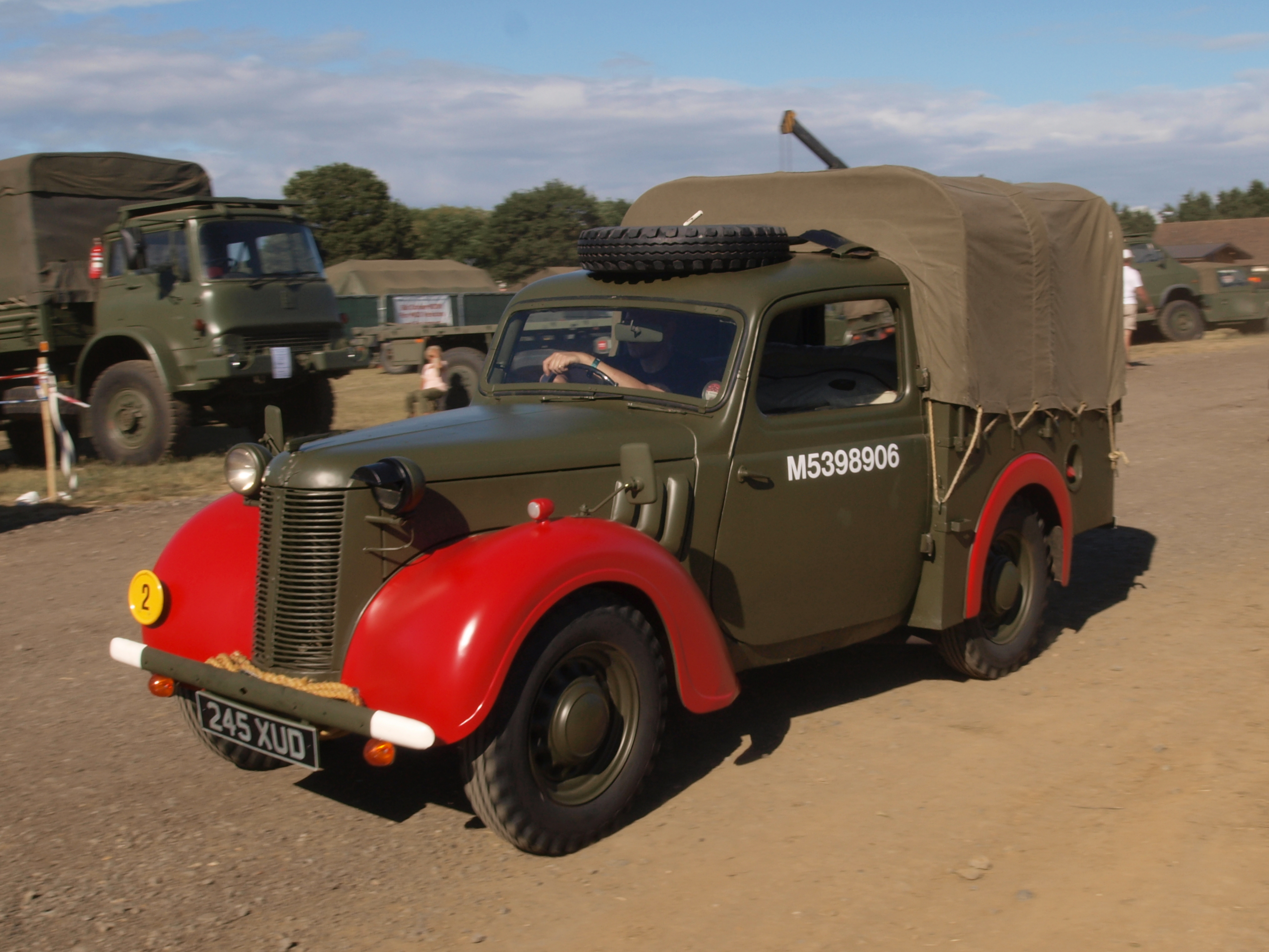
Austin 10 Pick-up